# Saint-Gervais-sous-Meymont
Pour les articles homonymes, voir Saint-Gervais.
Saint-Gervais-sous-Meymont est une commune française, située dans le département du Puy-de-Dôme en région Auvergne-Rhône-Alpes.

## Géographie

### Localisation
Saint-Gervais-sous-Meymont est située à l'est du département du Puy-de-Dôme.
|                   |                            | Olliergues |
| Tours-sur-Meymont | Saint-Gervais-sous-Meymont | Marat      |
|                   | La Chapelle-Agnon          |            |

### Climat
Pour des articles plus généraux, voir Climat d'Auvergne-Rhône-Alpes et Climat du Puy-de-Dôme.
En 2010, le climat de la commune est de type climat des marges montargnardes, selon une étude du Centre national de la recherche scientifique s'appuyant sur une série de données couvrant la période 1971-2000. En 2020, Météo-France publie une typologie des climats de la France métropolitaine dans laquelle la commune est exposée à un climat de montagne ou de marges de montagne et est dans la région climatique  Nord-est du Massif Central, caractérisée par une pluviométrie annuelle de 800 à 1 200 mm, bien répartie dans l’année. 
Pour la période 1971-2000, la température annuelle moyenne est de 11,2 °C, avec une amplitude thermique annuelle de 16,4 °C. Le cumul annuel moyen de précipitations est de 885 mm, avec 10,1 jours de précipitations en janvier et 7,8 jours en juillet. Pour la période 1991-2020, la température moyenne annuelle observée sur la station météorologique de Météo-France la plus proche, « Cunlhat », sur la commune de Cunlhat à 7 km à vol d'oiseau, est de 10,1 °C et le cumul annuel moyen de précipitations est de 1 010,2 mm,. Pour l'avenir, les paramètres climatiques de la commune estimés pour 2050 selon différents scénarios d'émission de gaz à effet de serre sont consultables sur un site dédié publié par Météo-France en novembre 2022.

## Urbanisme

### Typologie
Au 1er janvier 2024, Saint-Gervais-sous-Meymont est catégorisée commune rurale à habitat très dispersé, selon la nouvelle grille communale de densité à sept niveaux définie par l'Insee en 2022.
Elle est située hors unité urbaine et hors attraction des villes,.

### Occupation des sols
L'occupation des sols de la commune, telle qu'elle ressort de la base de données européenne d’occupation biophysique des sols Corine Land Cover (CLC), est marquée par l'importance des forêts et milieux semi-naturels (51,9 % en 2018), en diminution par rapport à 1990 (55 %). La répartition détaillée en 2018 est la suivante : 
forêts (51,9 %), prairies (35,3 %), zones agricoles hétérogènes (12,3 %), zones urbanisées (0,5 %). L'évolution de l’occupation des sols de la commune et de ses infrastructures peut être observée sur les différentes représentations cartographiques du territoire : la carte de Cassini (XVIIIe siècle), la carte d'état-major (1820-1866) et les cartes ou photos aériennes de l'IGN pour la période actuelle (1950 à aujourd'hui).

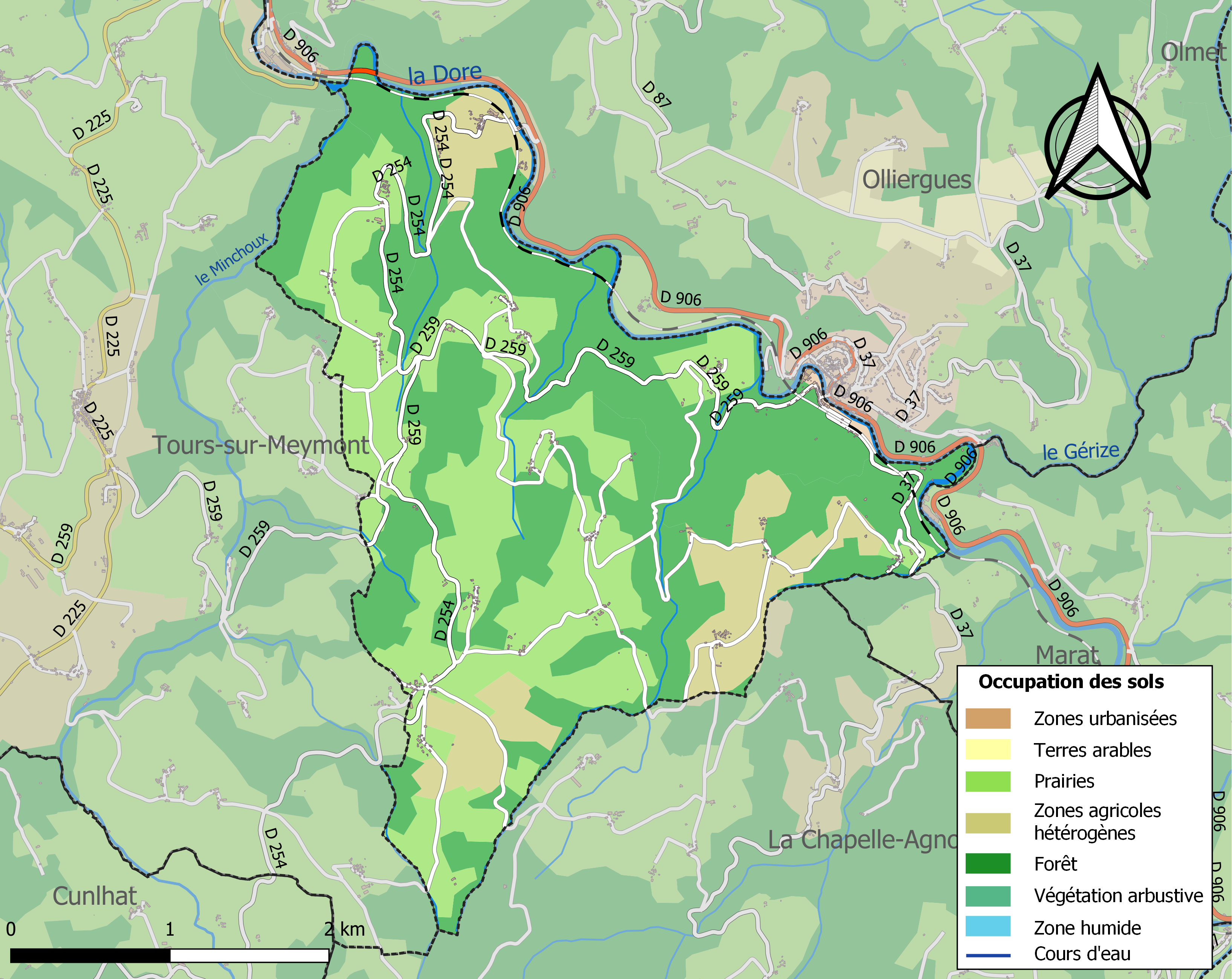
Carte des infrastructures et de l'occupation des sols de la commune en 2018 (CLC).

## Histoire
Au cours de la période révolutionnaire de la Convention nationale (1792-1795), la commune a porté le nom de Gervais-Maymont.

## Politique et administration
| Période                                  | Période                        | Identité          | Étiquette | Qualité |
| ---------------------------------------- | ------------------------------ | ----------------- | --------- | --- |
| Les données manquantes sont à compléter. |                                |                   |           | |
| mars 1989                                | mars 2008                      | Ghislaine Fayard  | PCF       | |
| mars 2008                                | En cours (au 8 septembre 2020) | Éric Dubourgnoux, | PCF       | Agent SNCF en détachement Conseiller régional d'Auvergne (2010-2015) 7e vice-président de la CC Ambert Livradois Forez (2017-2020) Conseiller départemental du canton des Monts du Livradois (depuis 2021) Suppléant du député André Chassaigne |

## Population et société

### Démographie

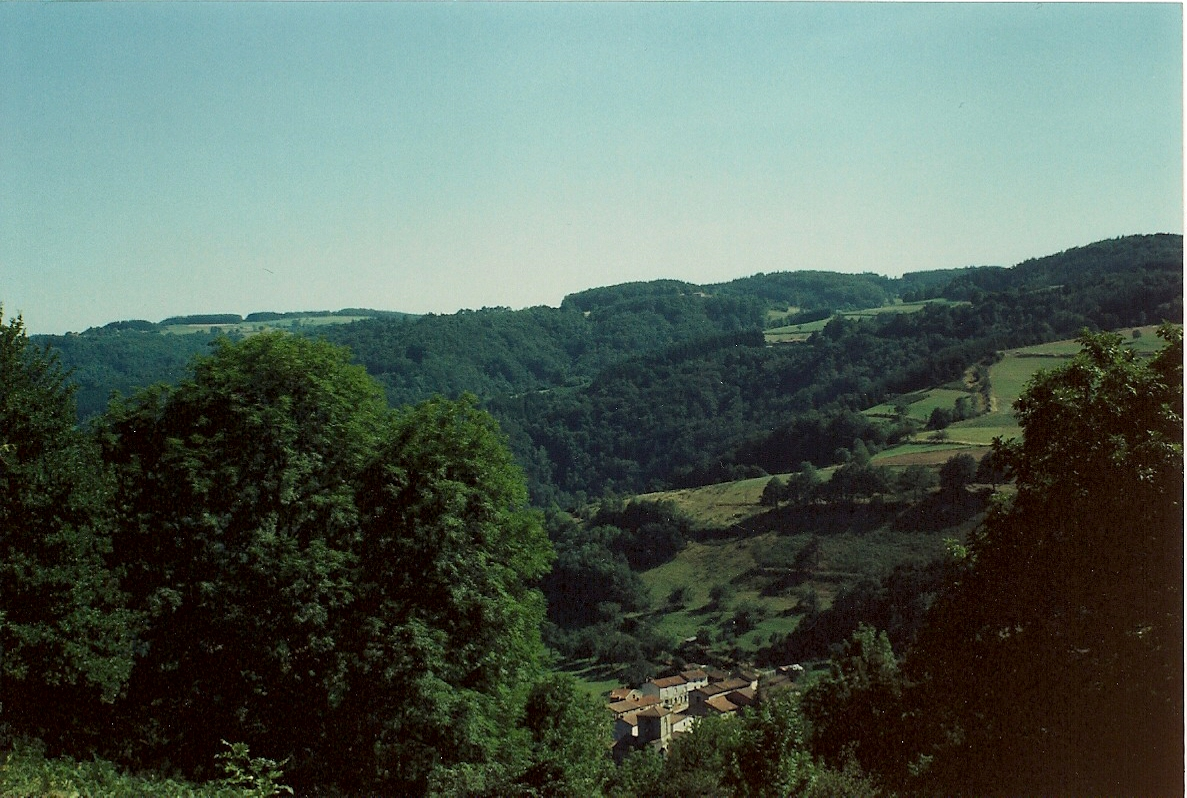
Photo du village.

L'évolution du nombre d'habitants est connue à travers les recensements de la population effectués dans la commune depuis 1793. Pour les communes de moins de 10 000 habitants, une enquête de recensement portant sur toute la population est réalisée tous les cinq ans, les populations de référence des années intermédiaires étant quant à elles estimées par interpolation ou extrapolation. Pour la commune, le premier recensement exhaustif entrant dans le cadre du nouveau dispositif a été réalisé en 2005.

En 2022, la commune comptait 214 habitants, en évolution de −10,46 % par rapport à 2016 (Puy-de-Dôme : +2,1 %, France hors Mayotte : +2,11 %).
| 1793  | 1800  | 1806  | 1821  | 1831  | 1836  | 1841  | 1846  | 1851  |
| ----- | ----- | ----- | ----- | ----- | ----- | ----- | ----- | ----- |
| 1 354 | 1 274 | 1 288 | 1 346 | 1 284 | 1 316 | 1 215 | 1 369 | 1 227 |

| 1856  | 1861  | 1866  | 1872  | 1876  | 1881  | 1886  | 1891  | 1896 |
| ----- | ----- | ----- | ----- | ----- | ----- | ----- | ----- | ---- |
| 1 191 | 1 182 | 1 197 | 1 108 | 1 062 | 1 211 | 1 080 | 1 041 | 979  |

| 1901 | 1906  | 1911 | 1921 | 1926 | 1931 | 1936 | 1946 | 1954 |
| ---- | ----- | ---- | ---- | ---- | ---- | ---- | ---- | ---- |
| 936  | 1 034 | 930  | 801  | 734  | 703  | 634  | 600  | 550  |

| 1962 | 1968 | 1975 | 1982 | 1990 | 1999 | 2005 | 2006 | 2010 |
| ---- | ---- | ---- | ---- | ---- | ---- | ---- | ---- | ---- |
| 487  | 462  | 375  | 315  | 260  | 236  | 253  | 253  | 257  |

| 2015 | 2020 | 2022 | - | - | - | - | - | - |
| ---- | ---- | ---- | - | - | - | - | - | - |
| 241  | 218  | 214  | - | - | - | - | - | - |

## Culture locale et patrimoine

### Lieux et monuments

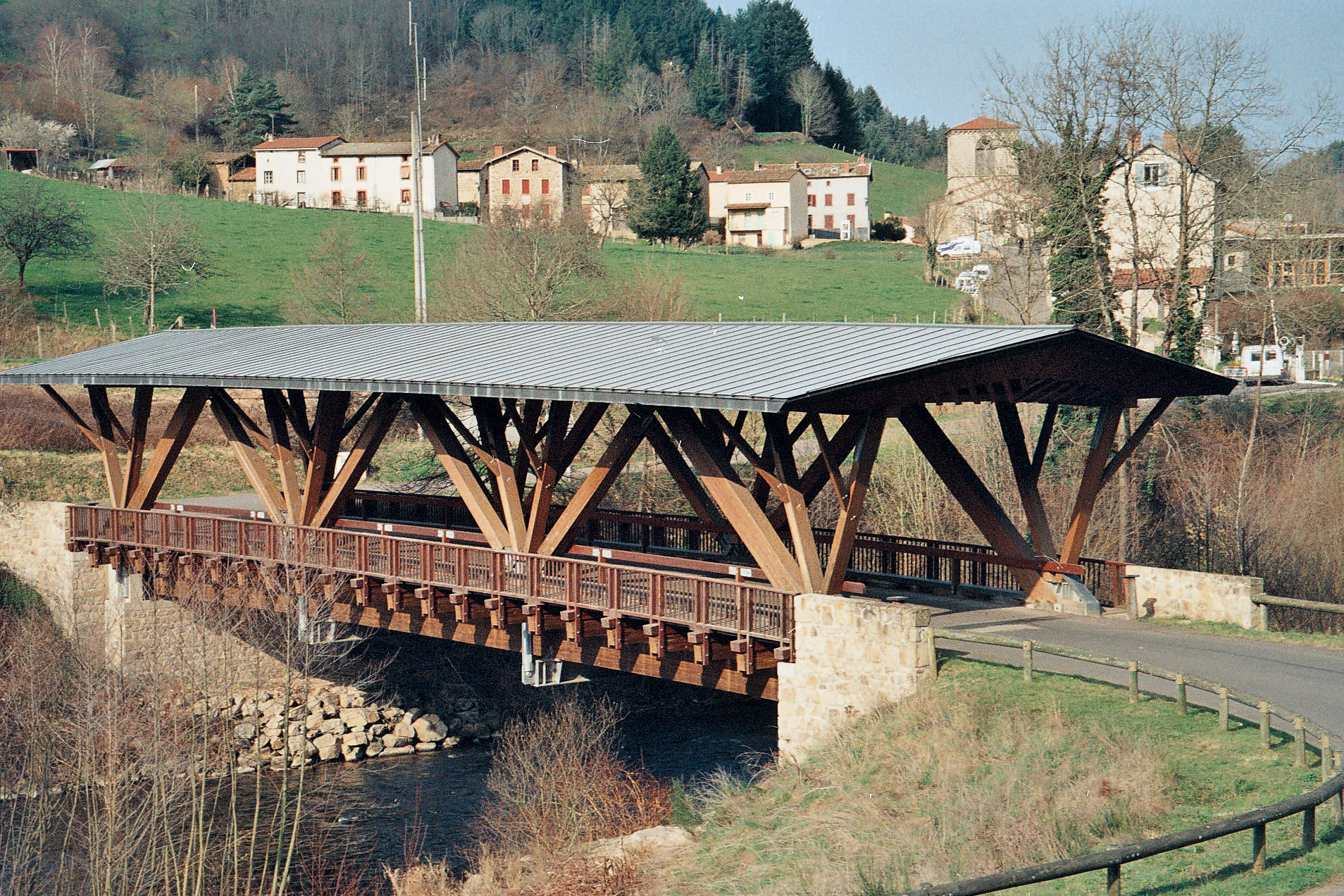
Pont sur la Dore qui mène au village.

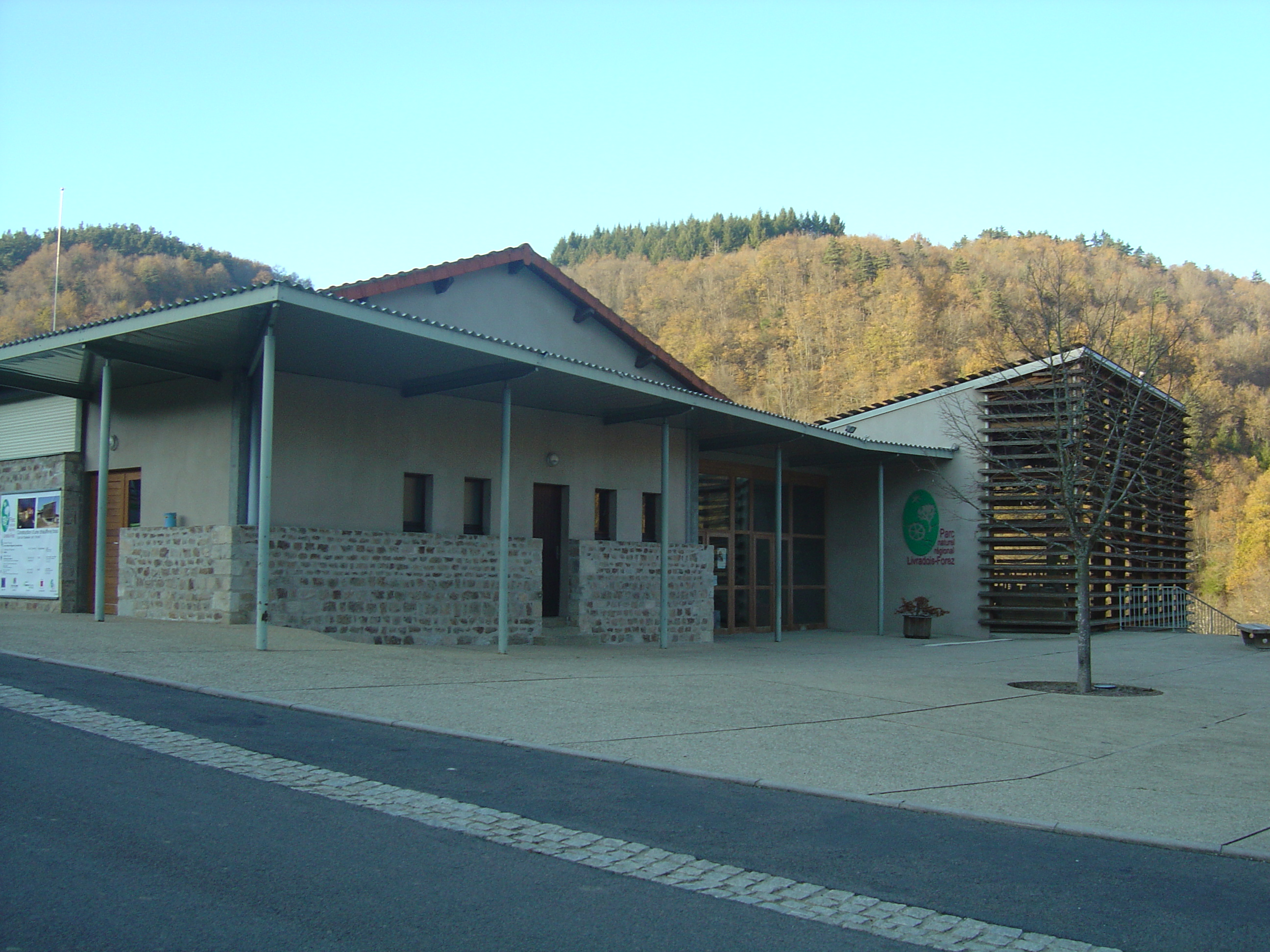
Maison du parc naturel régional du Livradois-Forez.

- Halte du Train touristique du Livradois-Forez, exploités par AGRIVAP Les trains de la découverte.
- Pont couvert en bois sur la Dore[21]

### Patrimoine naturel
- La commune de Saint-Gervais-sous-Meymont est adhérente du parc naturel régional Livradois-Forez, lequel a son siège sur le territoire de la commune.